# Meshuggah
Meshuggah és una banda d'extreme metal fundada el 1987 a Umeå, Suècia. El grup està compost pel vocalista Jens Kidman, el guitarrista principal Fredrik Thordendal (membres originals de Metallien, nom original de la banda en els seus inicis), el bateria Thomas Haake (entrà el 1990), el guitarra rítmica Mårten Hagström (entrà el 1992) i el baixista Dick Lövgren (entrà el 2004).
El grup musical és poc conegut en l'escena més comercial del heavy metal, però gràcies a la fusió experimental de subgèneres com el metal progressiu o el death metal, que inspirà l'aparició del gènere djent, Meshuggah s'ha guanyat un digne nombre de seguidors dins l'escena underground. La seva música es caracteritza per l'ús de guitarres elèctriques de set cordes, passant a guitarres de vuit cordes amb una afinació més greu en el seu quart àlbum Nothing (2002) i pels complexos patrons rítmics (polirítmies i polimetries) i estructures de les cançons que fan de la seva música un art tècnic, innovador i complex.